# Ditmar Jakobs
Ditmar Jakobs (Oberhausen, 28 de agosto de 1953) é um ex-futebolista alemão, que atuava como zagueiro.

## Carreira
Jogava como um clássico líbero, assim como Franz Beckenbauer ou Willi Schulz. Em 18 anos como profissional, Jakobs atuou em 537 partidas e marcou 67 gols. Entre 1971 e 1989, defendeu Rot-Weiß Oberhausen, Tennis Borussia Berlin, MSV Duisburg e Hamburgo, com destaque para este último.
Em 1982 e 1983 foi campeão alemão e em 1983 venceu a Liga dos Campeões da UEFA, ajudando o clube do norte alemão a superar a Juventus.
Seu nome freqüentemente é soletrado de forma errada como Dietmar Jakobs.

## Seleção Alemã
Jakobs fez parte da Seleção Alemã-Ocidental entre 1980 e 1986. Apesar de sua boa fase no Hamburgo, não foi convocado para a Copa de 1982 nem para a Eurocopa de 1984. Seu único torneio internacional pela Seleção foi a Copa de 1986, quando já tinha 32 anos.

## Aposentadoria forçada
Em 20 de setembro de 1989, durante o clássico entre Hamburgo e Werder Bremen, Jakobs sofreu um grave acidente após evitar um gol do Werder e deslizar para dentro do gol. Os ganchos de fixação entraram pela coluna do zagueiro e, por apenas 2 centímetros, não atingiram sua espinha. Permaneceu preso durante 20 minutos, até o médico do Hamburgo retirar os ganchos com o auxílio de um bisturi. O susto foi tão grande que ele, aos 36 anos de idade, decidiu encerrar sua carreira.
Hoje, trabalha como corretor de seguros em Norderstedt, próxima a Hamburgo.